# Paracyclopia naessi
Paracyclopia naessi é uma espécie de crustáceo da família Pseudocyclopiidae.
É endémica das Bermudas.
Os seus habitats naturais são: sistemas cársticos.